# Trybunał inkwizycji w Spoleto
Trybunał inkwizycji w Spoleto – sąd inkwizycyjny mający swą siedzibę w Spoleto w Państwie Kościelnym i należący do struktur inkwizycji rzymskiej. Istniał w latach 1685–1860 (z przerwą 1809–1815). Był kierowany przez dominikanów z rzymskiej prowincji zakonnej.

## Historia
Trybunał inkwizycyjny w Spoleto został utworzony w 1685 w wyniku wyodrębnienia kilku diecezji podległych dotąd jurysdykcji trybunału inkwizycji w Perugii. Nie wiadomo, jakie motywy stały za tą decyzją. W każdym razie trybunał ze Spoleto był pod względem chronologicznym ostatnim ze wszystkich trybunałów inkwizycyjnych. Pierwszym inkwizytorem został dominikanin Domenico da Fulgineo. Na początku XVIII wieku trybunał w Spoleto zaliczany był w zakonie dominikańskim do trybunałów tzw. trzeciej klasy (najniższej).
Inkwizycja działała w okręgu Spoleto w sposób nieprzerwany aż do pierwszej likwidacji Państwa Kościelnego przez napoleońską Francję. Cesarz Napoleon Bonaparte, za pośrednictwem marionetkowej Rady Nadzwyczajnej Państwa Rzymskiego, 2 lipca 1809 wydał dekret o zniesieniu trybunałów inkwizycji w Lacjum i Umbrii.
Po odtworzeniu Państwa Kościelnego na mocy decyzji Kongresu Wiedeńskiego w 1815 wznowiono w nim działalność inkwizycji, w tym także trybunału w Spoleto. W latach 1817–1836 funkcję inkwizytora sprawował tu Giovanni Domenico Stefanelli (1779–1852), późniejszy arcybiskup Lukki (1836–1844). 
Trybunał ten został ostatecznie zniesiony po zajęciu Umbrii przez wojska sardyńskie w 1860. Formalny dekret o jego rozwiązaniu został wydany 20 września 1860.

## Organizacja
Siedzibą trybunału był konwent dominikański w Spoleto. Jurysdykcji inkwizytora Spoleto podlegało siedem diecezji (Spoleto, Amelia, Foligno, Narni, Nocera Umbra, Norcia, Terni) oraz opactwo terytorialne Ferentillo. W Ferentillo oraz w siedzibie każdej z diecezji rezydował wikariusz generalny inkwizycji. Oprócz tego, inkwizytorowi podlegali wikariusze rejonowi, którzy rezydowali w mniejszych okręgach na prowincji (tzw. wikariatach rejonowych). Poniżej lista wikariatów podległych inkwizytorowi Spoleto:
- Diecezja Spoleto
  - jeden wikariusz generalny rezydujący w Spoleto
  - wikariaty rejonowe: Beroide, Bevagna, Campello sul Clitunno, Castelritaldi, Cerreto, Cesi, Giano, Macerino, Montebibico, Montefalco, Montefranco, Montesanto, Sellano, Trevi, Vallo, Verchiano.
- Diecezja Foligno
  - wikariaty generalne: Foligno
  - wikariaty rejonowe: Belfiore, Colfiorito, Rasiglia, San Eraclio, Spello, Valtopina
- Diecezja Nocera Umbra
  - wikariaty generalne: Gualdo
  - wikariaty rejonowe: Casacastalda, Nocera Umbra, Sassoferrato, Sefri, Sigillo
- Diecezja Narni
  - wikariaty generalne: Narni
  - wikariaty rejonowe: Calvi, Otricoli, San Gemini, Stroncone, Collescipoli
- Diecezja Norcia:
  - wikariaty generalne: Norcia
  - wikariaty rejonowe: Ancarano, Cascia, Monteleone, Visso
- Diecezja Amelia:
  - wikariaty generalne: Amelia
  - wikariaty rejonowe: Lugnano
- Diecezja Terni:
  - wikariaty generalne: Terni
  - wikariaty rejonowe: Piediluco
- Opactwo terytorialne S. Pietro in Valle w Ferentillo:
  - wikariaty generalne: Ferentillo
  - wikariaty rejonowe: brak

Inkwizytorowi Spoleto podlegało więc siedem wikariatów generalnych i trzydzieści osiem wikariatów rejonowych.

## Inkwizytorzy Spoleto (1685–1860)
- Domenico da Foligno OP (1685–1689)[7]
- Deodato Camassei OP (1689–1711)[7]
- Girolamo Baranzoni OP (1711–1720)[7]
- Giovanni Nicola Selleri da Panicale OP (1720–1725)[7]
- Domenico Francesco Massarotti da Camerino OP (1725–1727)[7]
- Girolamo Maria Rendina da Benevento OP (1727–1732)[7]
- Vincenzo Maria Ferretti d’Ancona OP (1732–1733)
- Tommaso Maria Silici da Massa OP (1733–1744)
- Pietro Paolo Palma OP (1744–1745)[8]
- Ambrogio Maria Chiappini OP (1745–1775)[9]
- Raimondo Zolla da Vetralla OP (1775–1782)
- Pier Domenico Bernardi da Roma OP (1782–1785)
- Tommaso Maria Nardacci da Priverno OP (1785–1798)
- Benedetto Cappelli OP (1801–1804)[10]
- Giovanni Battista Dolci OP (1804–1809)[11]
- Alessandro Vincenzo Carli OP (1815–1817)[12]
- Giovanni Domenico Stefanelli OP (1817–1836)[13]
- Vincenzo Sallua OP (1836–1840)[14]
- Giacinto Novaro OP (1840–1847)[15]
- Vincenzo Maria Amoretti OP (1847–1853)[11]
- Vincenzo Leoni OP (1853–1860)